# Camilla Henemark
Camilla Maria Skog Henemark, kallad La Camilla, född 23 oktober 1964 i Engelbrekts församling i Stockholm, är en svensk sångare, skådespelare, fotomodell, författare och föreläsare. Hon var med och grundade, och var under många år medlem i, pop-gruppen Army of Lovers, som fick framgångar i framförallt Europa under 1990-talet.

## Biografi

### Bakgrund och modell
Henemark föddes som dotter till hårfrisörskan Gerd Henemark och en brittisk-nigeriansk advokat verksam i England. Henemarks mor träffade hennes far då hon arbetade i England under 1960-talet. Före förlossningen flyttade modern tillbaka till Sverige.
Henemark sysslade som junior med friidrott i Stockholmsklubben Westermalms IF. Hon satte distriktsrekord för Stockholm i höjdhopp för flickor 13–14 år när hon klarade 1,63 meter vid tävlingar på Tingvalla IP i Karlstad, 16 september 1978.
Under uppväxten fick Henemark gradvis ökande problem i skolan. Hon flyttade vid 16 års ålder till ett kollektiv och inledde studier i teater vid Kulturama.
Hon upptäcktes som fotomodell av Sighsten Herrgård vid en modevisning på Beckmans. Hon arbetade som modell under större delen av 1980-talet samtidigt som hon drev den egna modellagenturen "Zoo – People & Models", och hon prydde i november 1988 det engelska trendmagasinet i-D:s omslag.

### Musikkarriär
Henemark inledde sin karriär i musikbranschen 1984 som bakgrundssångerska i konceptet Per Cussion All Stars.
Något år därefter träffade hon disco-transvestiten Barbie (alias Alexander Bard). Hon blev dansare till denne när han inledde ett samarbete med frisören och sminkören Jean-Pierre Barda. Denna trio bildade med designern Camilla Thulin i augusti 1987 musikgruppen Army of Lovers. De skördade i början av 1990-talet avsevärda framgångar, framför allt i Europa, men även i resten av världen. Efter ett internt gräl i november 1991 lämnade Henemark bandet och startade en solokarriär. Singeln Everytime you lie to me (Sonet T 10420) tillbringade sex veckor på Sverigetopplistan och nådde som bäst plats 31 i juni 1992.-
När hennes efterträdare i Army of Lovers, Michaela de la Cour, hoppat av projektet återvände Henemark till bandet för en kort period. Army of Lovers upplöstes i september 1996 men återuppstod under några månader 2001 samt senast 2008 för en spelning i London.
I slutet av 2012 återförenades Army of Lovers i dess originaluppsättning och meddelade att de skulle ställa upp i Melodifestivalen 2013. De tävlade i fjärde deltävlingen med låten "Rockin the Ride" i Malmö Arena den 23 februari 2013, men avancerade inte vidare i tävlingen. Redan veckan efter deltävlingen i Malmö meddelade gruppen att Henemark inte längre var en del av Army of Lovers.
2007 medverkade hon på Patrick El-Hags album Så där, på låten "I en zigenarvals", där hon debuterar på romani. Hon är sedan 2011 medlem i popgruppen Happy Hoes och gruppen har släppt två musiksinglar och medverkat på Pride 2012.
Hon har även spelat in material tillsammans med andra musikartister som Orup, E-type, Stakka Bo och Steve Blame.

### Övriga medier
Henemark har medverkat i TV-program, spelfilmer, debatter, tidningar, radioprogram, TV-såpor samt spelat Shakespeare på scen.
1994 var hon bland annat programledare för en egen erotisk TV-serie, Sjunde himlen, på TV3. År 1997 hade hon en roll i TV-serien Kenny Starfighter. Henemark medverkade i TV4:s program Berg flyttar in den 23 november 2011. År 2012 deltog Henemark i TV4:s Let's Dance. År 2015 deltog Henemark i TV4:s program Stjärnkusken. 2017 deltog hon i Biggest Loser VIP. 2018 deltog hon i Farmen VIP.
2025 gjorde Camilla Henemark teatercomeback i Sveriges Radio Dramas nytolkning av Shakespeares Stormen, skriven av Nanna Olasdotter Hallberg. Stormen hade premiär i januari 2025.

### Föreläsare och övrigt
Hanemark har även arbetat som debattör, konferencier och gästande DJ/bartender. Hon har arbetat som föreläsare för Nationell prevention av suiciditet och psykisk ohälsa (NASP), om psykisk ohälsa och suicidalitet där hon talat utifrån sin egen erfarenhet.
År 2003 var hon 1 maj-talare för Socialdemokraterna i Ånge.

## Privatliv
Henemark har varit tillsammans med Stakka Bo. 1988 gifte hon sig med reklamfilmsregissören Anders Skog; äktenskapet upplöstes sedermera.
Enligt boken Carl XVI Gustaf – Den motvillige monarken från 2010 skulle Camilla Henemark ha haft ett förhållande med kung Carl XVI Gustaf. Henemark gav i oktober 2012 ut en memoarbok, där hon bland annat kommenterar den påstådda relationen. Hon var 2012–2013 förlovad med en yngre kvinna.
Henemark har diagnoserna Aspergers syndrom och ADHD.